# Lyroglossa
Lyroglossa – rodzaj roślin z rodziny storczykowatych (Orchidaceae). Obejmuje 2 gatunki występujące w Ameryce Południowej i Środkowej w takich krajach jak: Belize, Brazylia, Kolumbia, Gujana Francuska, Gujana, Meksyk, Paragwaj, Surinam, Trynidad i Tobago, Wenezuela.

## Systematyka
Rodzaj sklasyfikowany do podplemienia Spiranthinae w plemieniu Cranichideae, podrodzina storczykowe (Orchidoideae), rodzina storczykowate (Orchidaceae), rząd szparagowce (Asparagales) w obrębie roślin jednoliściennych.
Wykaz gatunków
- Lyroglossa grisebachii (Cogn.) Schltr.
- Lyroglossa pubicaulis (L.O.Williams) Garay